# Semecarpus
Semecarpus is een geslacht uit de pruikenboomfamilie (Anacardiaceae). De soorten uit het geslacht komen voor in (sub)tropisch Azië en het Westelijke Pacifisch gebied.

## Soorten
- Semecarpus acuminatus Thwaites
- Semecarpus albicans Lauterb.
- Semecarpus anacardiopsis Evrard & Tardieu
- Semecarpus anacardium L.f.
- Semecarpus angulatus Kochummen
- Semecarpus angustifolius Kochummen
- Semecarpus annamensis Tardieu
- Semecarpus aruensis Engl.
- Semecarpus ater (G.Forst.) Vieill.
- Semecarpus auriculatus Bedd.
- Semecarpus australiensis Engl.
- Semecarpus balansae Engl.
- Semecarpus borneensis Merr.
- Semecarpus brachystachys Merr. & L.M.Perry
- Semecarpus bracteatus Lauterb.
- Semecarpus bunburyanus Gibbs
- Semecarpus calcicola Kochummen
- Semecarpus cassuvium Roxb.
- Semecarpus caudatus Pierre
- Semecarpus cochinchinensis Engl.
- Semecarpus coriaceus Thwaites
- Semecarpus cuneiformis Blanco
- Semecarpus cupularis Kochummen
- Semecarpus curtisii King
- Semecarpus decipiens Merr. & L.M.Perry
- Semecarpus densiflorus (Merr.) Steenis
- Semecarpus euodiifolius Kochummen
- Semecarpus forstenii Blume
- Semecarpus gardneri Thwaites
- Semecarpus glauciphyllus Elmer
- Semecarpus graciliflorus Evrard & Tardieu
- Semecarpus heterophyllus Blume
- Semecarpus humilis Evrard & Tardieu
- Semecarpus impressicostatus Kochummen
- Semecarpus insularum Seem.
- Semecarpus kathalekanensis Dasappa & Swam.
- Semecarpus kinabaluensis Kochummen
- Semecarpus kraemeri Lauterb.
- Semecarpus kurzii Engl.
- Semecarpus lamii Slis
- Semecarpus lineatus Kosterm.
- Semecarpus longifolius Blume
- Semecarpus longipes Kosterm.
- Semecarpus lucens King
- Semecarpus macrophyllus Merr.
- Semecarpus magnificus K.Schum.
- Semecarpus marginatus Thwaites
- Semecarpus microcarpus Wall. ex Hook.f.
- Semecarpus minutipetalus Kochummen
- Semecarpus moonii Thwaites
- Semecarpus myriocarpus Evrard & Tardieu
- Semecarpus neocaledonicus Engl.
- Semecarpus nidificans (Lauterb.) Ding Hou
- Semecarpus nigroviridis Thwaites
- Semecarpus obovatus Moon ex Thwaites
- Semecarpus ochraceus Alston
- Semecarpus panduratus Kurz
- Semecarpus papuanus Lauterb.
- Semecarpus parvifolius Thwaites
- Semecarpus paucinervius Merr.
- Semecarpus perniciosus Evrard & Tardieu
- Semecarpus poyaensis Hoff
- Semecarpus prainii King
- Semecarpus pseudoemarginatus Kosterm.
- Semecarpus pubescens Thwaites
- Semecarpus pulvinatus Kochummen
- Semecarpus reticulatus Lecomte
- Semecarpus riparius Virot
- Semecarpus rostratus Valeton
- Semecarpus rufovelutinus Ridl.
- Semecarpus sandakanus Kochummen
- Semecarpus schlechteri Lauterb.
- Semecarpus stenophyllus Merr.
- Semecarpus subpanduriformis Wall. ex Hook.f.
- Semecarpus subpeltatus Thwaites
- Semecarpus subracemosus Kurz
- Semecarpus subspathulatus King
- Semecarpus tannaensis Guillaumin
- Semecarpus tonkinensis Lecomte
- Semecarpus trachyphyllus Perkins
- Semecarpus travancoricus Bedd.
- Semecarpus trengganuensis Kochummen
- Semecarpus velutinus King
- Semecarpus venenosus Volkens
- Semecarpus virotii Hoff
- Semecarpus vitiensis (A.Gray) Engl.
- Semecarpus walkeri Hook.f.

... · 
Anacardium · 
Bouea · 
Buchanania · 
Cotinus · 
Mangifera · 
Pistacia (Pistache) · 
Protorhus · 
Rhus · 
Schinus · 
Sclerocarya · 
Sorindeia · 
Spondias · 
Toxicodendron · 
...